# Лекма (село)
Лекма́ (рос. Лекма) — село у складі Слободського району Кіровської області, Росія. Входить до складу Шестаковського сільського поселення.
Населення становить 341 особа (2010, 327 у 2002).
Національний склад станом на 2002 рік — росіяни 98 %.